# Namwali Serpell
Namwali Serpell (Lusaka, 1980), és una professora, feminista i escriptora zambiana.
Va estudiar a la Universitat Harvard i a la Universitat Yale.
Va ser guardonada amb el Premi Caine el 2010 pel seu llibre El sac. Treballa com a professora per a la Universitat de Califòrnia a Berkeley. Es dedica a la recerca en el camp de la ficció contemporània, la relació entre la lectura, la incertesa i l'ètica.
Resideix en San Francisco, Estats Units.

## Llibres
- The Ethics of Uncertainty: Reading Twentieth-century American Literature, Harvard University, 2008, ISBN 9780549617112
- Seven Modes of Uncertainty.  Harvard University Press, 1 abril 2014. ISBN 978-0-674-72909-4.
- "Double Men", in Reader, I Married Him, HarperCollins Publishers, 2016, ISBN 9780008173500
- «Muzumgu». A: A Life in Full and Other Stories: The Caine Prize for African Writing 2010.  New Internationalist, 2010, p. 31–. ISBN 978-1-906523-37-4.
- «The Sack». A: Africa 39: New Writing From Africa South of the Sahara.  Bloomsbury, 2014. Ellah Wakatama Allfrey (ed.)